# Quấy rối
Quấy rối bao gồm một loạt các hành vi có tính chất công kích. Nó thường được hiểu là hành vi hạ thấp, làm nhục hoặc làm xấu hổ một người, và nó được xác định một cách đặc trưng bởi tính không hợp lý của nó về mặt hợp lý xã hội và đạo đức. Theo nghĩa pháp lý, đây là những hành vi có vẻ đáng lo ngại, gây khó chịu hoặc đe dọa. Họ phát triển từ các căn cứ phân biệt đối xử và có tác dụng vô hiệu hóa hoặc làm suy yếu một người từ việc hưởng lợi của họ. Khi những hành vi này trở nên lặp đi lặp lại, chúng được định nghĩa là bắt nạt.
Quấy rối tình dục đề cập đến những tiến bộ tình dục dai dẳng và không mong muốn ngay cả sau khi từ chối nhẹ nhàng, điển hình là tại nơi làm việc, nơi hậu quả có thể rất bất lợi cho nạn nhân nếu có sự mất cân bằng quyền lực giữa thủ phạm.

## Phân loại

### Điện tử
Quấy rối điện tử là niềm tin chưa được chứng minh về việc sử dụng sóng điện từ để quấy rối nạn nhân. Các nhà tâm lý học đã xác định bằng chứng về ảo giác thính giác, rối loạn ảo giác, hoặc các rối loạn tâm thần khác trong cộng đồng trực tuyến hỗ trợ những người tuyên bố mình bị coi là mục tiêu.